# Il libro di Talbott
Il libro di Talbott (Adjustment Day) è un romanzo satirico distopico dello scrittore statunitense Chuck Palahniuk del 2018.

## Trama
In un prossimo futuro un senatore statunitense, per prevenire una rivolta giovanile negli USA, ripristina la leva obbligatoria per inviare i ragazzi in guerra nel Medioriente e liberarsene. Nel frattempo il misterioso Talbott Reynolds dà alle stampe un libretto blu e nero contenente la sua filosofia sulla vita e le sue idee; il suo manifesto si diffonde in tutto il Paese. Viene anche attivato un sito internet "La lista" che permette agli utenti di segnalare e votare personaggi pubblici che si ritengano meritevoli di essere uccisi. Prima ancora dell'inizio delle votazioni, i fautori del manifesto di Reynolds si sollevano e iniziano ad uccidere tutte le persone segnalate nella lista, in un'orgia di violenza chiamata "il giorno dell'aggiustamento". Le orecchie mozzate delle vittime vengono raccolte come dimostrazione di potere per diventare i nuovi leader dei nuovi Stati Uniti, che vengono divisi nelle tre regioni di "Blacktopia", "Gaysia" e "Caucasia".

## Edizioni
- (EN) Chuck Palahniuk, Adjustment Day, 1ª ed., New York, W. W. Norton, 2018, ISBN 978-0-393-65259-8.
- (DE) Chuck Palahniuk, Adjustment Day: Tag der Abrechnung, n. 9, Festa Must Read, Lipsia, Festa, 2018, ISBN 978-3-86552-687-8.
- (UK) Chuck Palahniuk, Виправний день, traduzione di Володимира Куча, Kharkiv, Клуб Сімейного Дозвілля, 2018, ISBN 9786171249615.
- Chuck Palahniuk, Il libro di Talbott, traduzione di Gianni Pannofino, Scrittori italiani e stranieri, Milano, Mondadori, 2019, ISBN 9788804707950.